# Rioni
Rioni (georgisk რიონი rioni) er den vigtigste flod i det vestlige Georgien.

## Geografi
Rioni-floden har sit udspring i Ratja-provinsen i Kaukasusbjergene, flyder gennem Kutaisi og løber ud i Sortehavet nær Poti.

## Historie
Rioni var kendt af de gamle grækere som Fasis (eller Phasis), og den nævnes af flere klassiske forfattere.
42°52′06″N 43°21′52″Ø / 42.8682°N 43.36448°Ø